# Théodicée

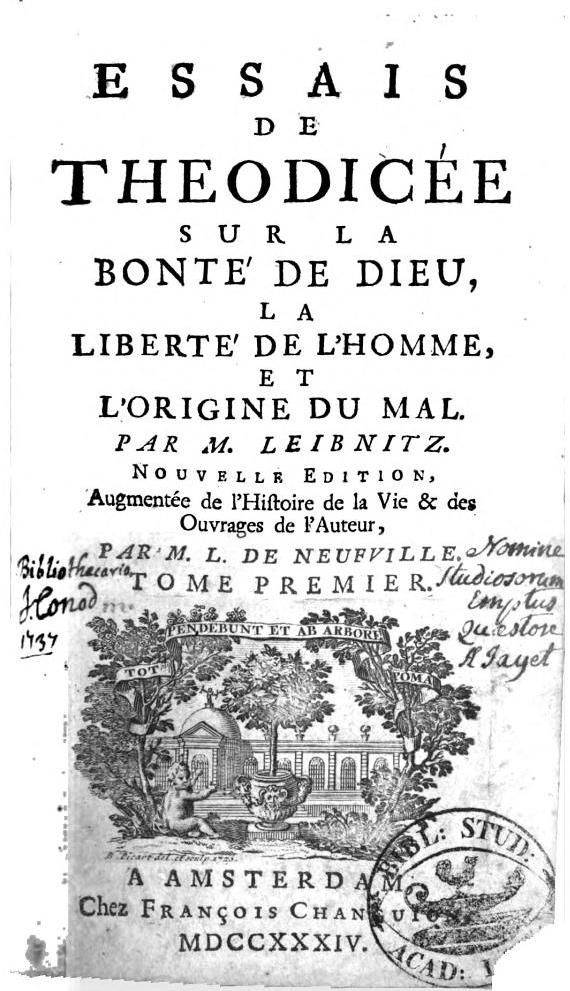
Titelpagina uit 1734

Essais de Théodicée sur la bonté de Dieu, la liberte de l'homme et l'origine du mal ("Proeven van Theodicee over de goedheid van God, de vrijheid van de mens en de oorsprong van het kwaad"), kortweg bekend als de Théodicée, is een filosofisch boek uit 1710 van de veelzijdige Gottfried Leibniz. In de titel introduceerde hij een nieuwe naam voor het oude probleem van het kwaad: met het neologisme theodicee legde hij de klemtoon meer bepaald op de rechtvaardiging van God. Hoe kon het bestaan van het kwaad in de wereld worden verzoend met de volmaaktheid van God? 
Leibniz redeneerde dat een almachtige, alwetende en algoede God zich een oneindig aantal mogelijke werelden kon voorstellen en daaruit voor de effectieve Schepping noodzakelijkerwijze de beste van alle mogelijke werelden zou kiezen. Als er een betere denkbaar was, had God die geschapen. De feitelijk geschapen wereld bevatte niettemin ook een deel kwaad en ellende. Zoals de Zondeval een "gelukkige schuld" was (felix culpa) die het ultieme goede mogelijk had gemaakt, het offer van Christus, zo was de vrijheid en de macht om kwaad te doen nodig om werkelijke deugd mogelijk te maken. Dit betekende niet dat God het kwaad ook wílde, enkel dat hij het toeliet. 
Leibniz was ervan overtuigd dat er meer goed dan kwaad in de wereld was, al viel dat laatste misschien meer op. Hij vergeleek het kwaad met een beetje zuur of bitter dat een zoet gerecht beter doet smaken, met schaduw die kleuren beter doet uitkomen, of met een dissonant die een harmonie opfleurt. Het goede bleef volgens hem dominant en slechts weinig mensen zouden in hun stervensuur weigeren hun leven over te doen met dezelfde balans tussen goed en kwaad, voor zover er afwisseling zou worden geboden in de concrete manifestatie. Hij aanvaardde dat de overgrote meerderheid van de mensen verdoemd was en eeuwige pijniging in de hel te wachten stond, maar hij ontzenuwde deze potentiële moeilijkheid door te speculeren dat de mensheid op zich een kleine minderheid was in vergelijking met de rationele en gelukkige wezens die moesten leven op talloze andere werelden in het oneindige universum. Leibniz achtte het menselijke kenvermogen hoe dan ook te beperkt om de zinvolheid van onrecht of lijden helemaal te doorgronden.
De optimistische benadering van Leibniz was een reactie op Pierre Bayle. Ze inspireerde de Franse filosoof Voltaire tot zijn satirische werk Candide, dat de Théodicée niet helemaal recht deed. Leibniz ontkende nergens dat er kwaad was in de wereld, alleen stelde hij dat de hoeveelheid ervan tot het minimum was beperkt. Immanuel Kant zou in 1791 oordelen dat zijn theodicee en alle andere waren mislukt.

## Nederlandse vertaling
- Proeven ener theodicée of Gods-verdediging, over de goedheid van God, de vrijheid van de mensch, en den oorspronk van 't kwaadt, vert. Johannes Petsch, 1763

## Voetnoten
1. ↑  Ritchie Robertson, The Enlightenment. The Pursuit of Happiness, 1680-1790, 2020, p. 131
2. ↑  Ritchie Robertson, The Enlightenment. The Pursuit of Happiness, 1680-1790, 2020, p. 133
3. ↑  Über das Mißlingen aller philosophischen Versuche in der Theodicee

- Bibliothèque nationale de France: cb12424303c (data)
- Gemeinsame Normdatei: 1202539750
- Nationale Bibliotheek van Israël: 987007590417805171